# VV Bedum
VV Bedum was een Nederlandse amateurvoetbalvereniging uit Bedum, Groningen. De vereniging werd opgericht op 30 augustus 1933 en werd in de zomer van 2013 ontbonden na het samengaan met plaatsgenoot CVVB tot SV Bedum. Het standaardelftal speelde in het laatste seizoen (2012/13) in de vierde klasse zondag, dezelfde klasse waar het zondagstandaardelftal van SV Bedum in 2013/14 startte.
De thuiswedstrijden werden op het "Sportpark Bedum" gespeeld, ook de thuishaven van CVVB.

## Geschiedenis
VV Bedum was wat betreft speelniveau geen stabiele club. Kampioenschappen, promoties en degradaties wisselen elkaar regelmatig af. Daardoor wisselde de club regelmatig van speelklasse.
Over de promoties en degradaties in de beginjaren van de club is weinig bekend, maar vanaf eind jaren vijftig speelde Bedum in de eerste klasse GVB en de vierde klasse KNVB. Sinds de promotie in 1965 naar de vierde klasse speelde Bedum nooit meer in de Groningse Bond. Vanaf de jaren zeventig speelde Bedum nooit meer dan vijf jaren achtereen in dezelfde klasse. Acht promoties en acht degradaties hebben zich in de laatste dertig jaar voorgedaan.
In 1972 promoveerde Bedum voor het eerst in haar bestaan naar de derde klasse. Tegen Nieuw-Roden werd in de tweede beslissingswedstrijd met 1-0 gewonnen. In 1976 bereikte Bedum wederom een mijlpaal. Onder leiding van trainer Zoltan Mraz promoveerde Bedum naar de tweede klasse. Haar hoofdmacht bleek in de drie jaar die volgden te groot voor het servet en te klein voor het tafellaken. Promotie naar de tweede klasse werd gevolgd door degradatie naar de derde klasse. Het meest succesvol waren de jaren tachtig. In 1984 leidde trainer Jan Dob Bedum naar de tweede klasse, waarin de vereniging zich voor het eerst in haar bestaan wist te handhaven. Bedum streed in de jaren die volgden zelfs twee keer mee voor het kampioenschap. Tot twee keer toe kon Bedum via een beslissingswedstrijd promoveren naar de eerste klasse. De eerste keer was in het seizoen 85/86 onder leiding van trainer Jan Bats. Bedum en het stadse Velocitas waren in de tweede klasse gelijk geëindigd. Bedum verloor op neutraal terrein in Haren met 1-2. De tweede beslissingswedstrijd was in het seizoen 89/90. (Bedum had in 88 en 89 alweer een degradatie en een promotie achter de rug onder leiding van trainer Anton de Best). Oud-speler Eddie Buisman was trainer en onder zijn leiding behaalde Bedum de derde plaats in de competitie. Bedum won de eerste periode en Be Quick ging met de 2e en 3e periode aan de haal, mede door een slim verloren wedstrijd van Bedum tegen Be Quick. (Mede naar aanleiding van de expres met 1-6 verloren wedstrijd tegen Be Quick, veranderde de KNVB de regels van de periodetitels). Een beslissingswedstrijd tegen VV Neptunia in Ten Boer moest uitmaken wie er promoveerde naar de eerste klasse. Na een gelijk opgaand duel trok Bedum uiteindelijk met 0-1 aan het kortste eind.
In 1991 kwam er abrupt een einde aan een talentvolle generatie. Acht basisspelers vertrokken gelijktijdig. Dat was de aanleiding voor een vrije val van de tweede naar de vierde klasse. In het seizoen 93/94 – het eerste jaar van Anton de Best – promoveerde Bedum via de nacompetitie terug naar de derde klasse. Het verblijf duurde weer maar één jaar, mede doordat de laatste sterren uit de jaren tachtig er de brui aan gaven.
Eenmaal in haar bestaan bivakkeerde Bedum op de rand van de vijfde klasse. In het seizoen 96/97 degradeerden er vier ploegen naar de vijfde klasse. Bedum kwam moeilijk tot scoren en door de versterkte degradatieregeling kon het vlaggenschip zich niet onttrekken aan de onderste regionen. Tijdens de laatste wedstrijd in Winsum werd tegen het al gedegradeerde VV Hunsingo via een 0-1 zege handhaving in de vierde klasse veiliggesteld.
Ook in het decennium daarna zijn er twee promoties en even zovele degradaties. Tijdens het laatste jaar onder leiding van Jan Veenstra (1999) promoveerde Bedum naar de derde klasse. In het volgende seizoen, nu onder het bewind van Roland Beuvink, speelde Bedum aardig mee, maar liet het de punten te vaak aan de tegenstander. Degradatie volgde. Het jaar daarop promoveerde Bedum weer via de nacompetitie. Het seizoen 01/02 was een sterk jaar. Bedum startte als een van de kanshebbers voor degradatie. In de eerste wedstrijd gingen de blauwhemden naar Harkema voor de openingswedstrijd tegen VV Harkema-Opeinde, toen een gegadigde voor de titel. Deze wedstrijd eindigde in 1-4, wat werd vervolgd door meerdere andere overwinningen. Bedum pakte de eerste periode, maar zakte later wat weg in de stand. In de nacompetitie tegen Nieuweschoot delfde Bedum twee keer het onderspit. De tweede klasse bleef buiten bereik. In 2003 degradeerde Bedum opnieuw naar de vierde klasse. De belangrijkste oorzaak was de geringe schotvaardigheid van de spitsen. Bedum was vier jaar een stabiele vierdeklasser en plaatste zich een paar keer voor de nacompetitie. In het seizoen 06/07 ging het fout. Bedum degradeerde naar de vijfde klasse KNVB.

## Competitieresultaten 1952–2014
| 6 4E |

| 4 4E |

| 8 4G |

| 4 4G |

| 9 4F |

| 6 4G |

| 9 4G |

| 9 4G |

| 7 4G |

| 10 4E |

|  |

|  |

|  |

|  |

| 7 4E |

| 8 4E |

| 7 4E |

| 5 4E |

| 4 4E |

| 5 4E |

| 1 4E |

| 7 3D |

| 7 3D |

| 10 3D |

| 1 3D |

| 11 2B |

| 1 3B |

| 12 2B |

| 4 3B |

| 4 3B |

| 5 3B |

| 2 3B |

| 1 3D |

| 5 2A |

| 2 2A |

| 7 2A |

| 11 2A |

| 1 3D |

| 3 2A |

| 11 2A |

| 11 3D |

| 2 4E |

| 2 4E |

| 12 3D |

| 7 4E |

| 6 4D |

| 8 4D |

| 3 4D |

| 12 3B |

| 6 4D |

| 4 3C |

| 11 3C |

| 4 4D |

| 3 4B |

| 4 4D |

| 11 4D |

| 1 5D |

| 6 4B |

| 11 4B |

| 8 4C |

| 7 4C |

| 3 4C |

| Tweede klasse | Derde klasse | Vierde klasse | Vijfde klasse |

In elke staaf van de grafiek staat van boven naar beneden vermeld: 
- Eindnotering

Dit is de positie die de club heeft bereikt in de competitie, zonder eventuele beslissings-, play-off- of nacompetitiewedstrijden die nodig zijn geweest om bijvoorbeeld de kampioen van de competitie te bepalen.
Indien een * achter het getal staat is de notering een tussenstand en kan het zijn dat de notering niet overeenkomt met de uiteindelijke eindstand van de competitie.
Staat er een - dan is het seizoen nog bezig en is er geen definitieve uitslag bekend.
Staat er xx op de positie van de notering, dan heeft de club vroegtijdig de competitie verlaten. Dit kan onder andere komen door terugtrekking van het team, faillissement van de club of door een uitgedeelde straf van de KNVB. In veel gevallen staat elders in het artikel de reden vermeld.
Staat er een ? dan is het resultaat uit het verleden onbekend, en is alleen de competitie of het niveau bekend van dat seizoen.
In de seizoenen 2019/20 en 2020/21 werd wegens de coronacrisis het amateurvoetbal afgebroken. Daardoor kennen deze staven geen eindklassering (middels -- weergegeven).
- Competitieniveau en afdelingsletter of Officiële eindstand Eredivisie
  - Competitieniveau en afdelingsletter

Hierbij geeft het getal het niveau weer, dat ook terug te vinden is in de legenda. De letter is de afdelingsaanduiding en wordt gebruikt wanneer er meer afdelingen zijn op hetzelfde niveau. De afdelingsletter is altijd een hoofdletter en wordt meestal zonder nummer gebruikt.
Voorbeeld: 2F is niveau 2e klasse competitie F.
Het competitieniveau en nummer wordt niet vermeld wanneer er slechts één competitie van dit niveau was.
  - Officiële eindstand Eredivisie (getal staat tussen haakjes vermeld)

Sinds de introductie van play-offwedstrijden voor Europees voetbal na afloop van de reguliere competitie in 2005/06, is de KNVB verplicht een eindstand van de Eredivisie door te geven aan de UEFA aan de hand van deze play-offwedstrijden.
Bij deze eindstand staan clubs die zich hebben gekwalificeerd voor Europees voetbal hoger dan clubs die zich niet wisten te kwalificeren. Indien er geen verschil was tussen de eindnotering en de officiële eindstand, staat dit getal niet vermeld.

- Onderafdeling

Hier staat afgekort de naam van de onderafdeling indien de club in dat jaar in een onderafdeling uitkwam. Tevens staat deze afkorting in de legenda en wordt gelinkt naar het artikel over deze onderafdeling. Deze afkorting wordt alleen vermeld wanneer de club in het verleden in verschillende onderafdelingen heeft gespeeld. Deze vermelding is in de staaf altijd in kleine letters. Deze onderafdelingen zijn na het seizoen 1995/96 afgeschaft. Heeft de club in slechts één onderafdeling gespeeld, dan is dit alleen terug te vinden in de legenda.
Onder de staaf staat het jaartal vermeld waarin het seizoen is afgesloten. 15 verwijst naar het seizoen 2014/15 of eventueel het seizoen 1914/15.
Wanneer een staaf leeg is, zijn deze gegevens niet bekend. Het kan ook zijn dat de club dat seizoen niet heeft meegespeeld op het hogere amateurniveau, vroegtijdig de competitie heeft verlaten of uit de competitie is gezet.

In het seizoen 1944/45 was er wegens de Tweede Wereldoorlog geen regulier competitievoetbal.

## Bekende (oud-)spelers
- Egbert Darwinkel
- Arjen Robben